# Инкрочата (Пјаченца)
Инкрочата је насеље у Италији у округу Пјаченца, региону Емилија-Ромања.
Према процени из 2011. у насељу је живело 141 становника. Насеље се налази на надморској висини од 52 м.